# 陳俞融
陳俞融（1990年10月4日—），生於臺灣臺中市，民主進步黨籍政治人物，現任台中市議員、民主進步黨臺中市議會黨團幹事長。曾任民主進步黨中央黨部國際事務部副主任、民進黨台中市黨部執行委員、亞洲自由民主聯盟青年部（CALD Youth）秘書長。

## 家庭背景
陳俞融的家族活躍於黨外運動，其祖父陳端堂及母親張溫鷹皆曾任臺中市市長，其父親為陳文憲為前民主進步黨臺中市黨部主委，因此陳俞融也與許多黨外運動參與者如彭明敏交好。張溫鷹在家不談坐牢經歷，是陳俞融自母親的手稿中發現政治受難者第二代的身分。而後陳俞融將手稿電子化，無償提供相關單位使用。

## 政治經歷
大學畢業後返台任職於歌倫比亞美語顧問（康仕坦實業），後赴香港中文大學攻讀碩士，2015年碩士畢業歸國後加入蔡英文總統競選辦公室；2016年大選後轉任民進黨中央黨部國際事務部，擔任蔡英文口譯人員。 2017年3月，在亞洲自由民主聯盟青年部選舉中以壓倒性票數當選秘書長，是台灣代表首次獲選。
2017年9月26日，宣布參選2018年民進黨台中市議員第十選舉區（中西區）黨內初選，2018年4月18日民進黨公布台中市議員第十選區初選民調結果，陳俞融以17.95%支持度，與對手相差3%誤差範圍內未獲提名。 2022年獲得民進黨提名參選台中第九選舉區（北區）市議員選舉，同年11月26日確定當選第四屆臺中市議員。

## 選舉紀錄
| 年度 | 選舉屆數             | 選舉區           | 所屬政黨   | 得票數 | 得票率 | 當選標記 | 備註 |
| ---- | -------------------- | ---------------- | ---------- | ------ | ------ | -------- | ---- |
| 2022 | 第四屆臺中市議員選舉 | 臺中市第九選舉區 | 民主進步黨 | 16,621 | 25.04% |          |      |

## 爭議發言
2017年7月6日，民主進步黨秘書長洪耀福與全體黨工座談，時任民進黨國際事務部副主任的陳俞融對於基層黨工「薪水低、加班費卡很死」的抱怨表示「想要賺錢就不要來民進黨」，引發爭議。曾受民進黨台灣民主學院邀請講課的插畫家厭世姬對此作畫諷刺。
2017年9月26日，陳俞融宣布參選2018年民進黨台中市議員第十選舉區（中西區）黨內初選，穿著跆拳道服，在從小成長的西區梅川西路一段百年茄苳樹下旁道館說「我是政二代，我是政治受難者第二代」，宣布參選。記者問陳俞融，是否做好從政之準備？陳俞融大方回答，身為「張溫鷹的女兒」她感到非常光榮，「媽媽懷孕時在擔任台灣省議員，我在她肚子裡就學會從政、監督，我有信心」。2017年9月27日，自由台灣黨政策部主任溫朗東發文諷刺陳俞融，「別人為黨奉獻一輩子，也沒有從政的機會；妳出示母親的名字，就可以參與市議員初選」，「妳的付出有保障，別人沒有；妳不工作也可以過活，別人不行」。